# 潘翹生
潘翹生，字代起。江西南城縣人。清朝政治人物。

## 生平
康熙五年（1666年）丙午科江西鄉試第一名舉人（解元），康熙六年（1667年）中式丁未科三甲進士。選翰林院庶吉士，散館改刑科給事中。